# 纽约市博物馆

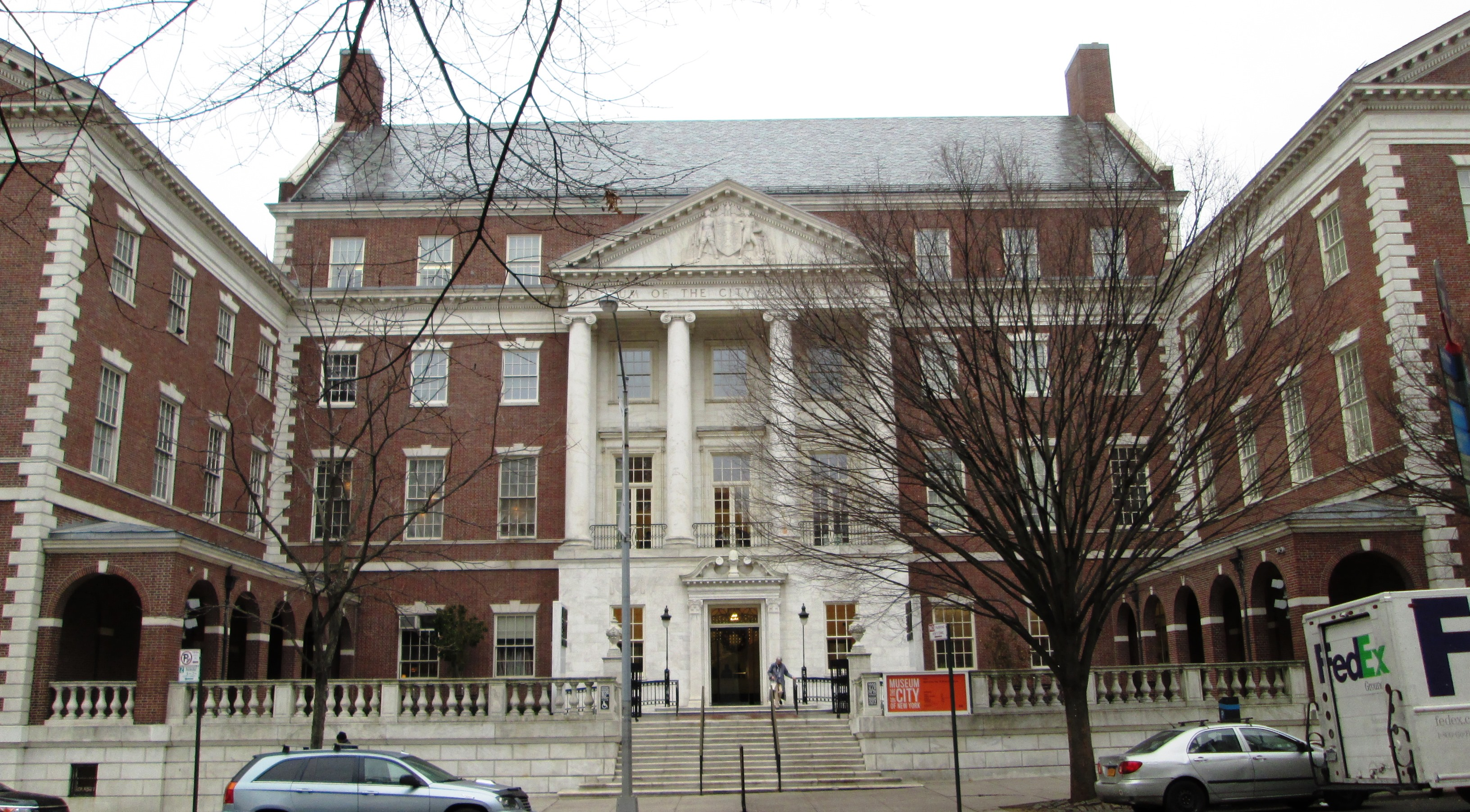
紐約市博物館

紐約市博物館（Museum of the City of New York）是位於美國紐約市的一座歷史和美術博物館。

## 历史
1923年由亨利·柯林斯·布朗創建，以保護和展示紐約市的歷史和市民。紐約市博物館位於第五大道1220至1227號。博物館現在有超過150萬件藏品

## 外部連結
- Official website （页面存档备份，存于）
- Puffin Foundation （页面存档备份，存于）